# Ende im Morgengrauen
Ende im Morgengrauen ist ein US-amerikanischer Kriminalfilm aus dem Jahr 1950. Der Film noir wurde von Holiday Films produziert.

## Handlung
Der wegen Mordes zum Tod verurteilte Bill soll auf dem elektrischen Stuhl hingerichtet werden. Alle Begnadigungsgesuche wurden abgelehnt. Wenige Stunden vor der Hinrichtung sitzt Bills Freundin im Büro des Wärters, um ihren Freund ein letztes Mal zu sehen. Bill lehnt ihren Besuch jedoch ab, um ihr weitere Seelenpein zu ersparen. In seiner Zelle unterbricht Bill ein Vergebungsgebet mit dem Kaplan, da er keine Sünde begangen habe. Er erzählt dem Geistlichen, dass er in seinem Leben nie als ehrenwert oder als Held galt. In der Armee wurde ihm eine Schreibtischarbeit zugewiesen. Als Reporter durfte er nur Klatschgeschichten schreiben.
Während des Gesprächs flackern die Lichter, als Techniker den elektrischen Stuhl vorbereiten. Im nahe gelegenen Restaurant von Pops haben sich Reporter zusammengefunden, die über Bills Hinrichtung berichten. Sie diskutieren den Fall, der die erste Hinrichtung mit dem elektrischen Stuhl des Bundesstaates ist. Sie sind sich einig, dass, trotz der Wichtigkeit des Ereignisses, der Name des Delinquenten schnell vergessen sein werde. Der Reporter vom Herald fragt um Hilfe bei der Struktur seines Berichts. Seine Kollegen rekapitulieren Bills Fall. Bill wurde am Tatort mit der Mordwaffe in der Hand aufgegriffen. Das Mordopfer war der Gangsterboss Tony Farrell, der mit sechs Schüssen ermordet wurde. Ein älterer Kollege fordert den Herald-Reporter auf, nicht über Bill zu urteilen, sondern nur von der Hinrichtung zu berichten. In seiner Zelle will Bill dem Kaplan die Wahrheit über den Fall erzählen. Bill ist von seiner Arbeit als Klatschreporter frustriert. Er beschließt, im Alleingang die Farrell-Bande hochzunehmen. Er wird von Farrell als Bote eingestellt. Am Mordtag war Bill in Farrells Appartement und hörte sechs Schüsse. Dann fand er den sterbenden Gangsterboss. Bill bezeichnet sich als unschuldig, der Kaplan glaubt ihm. 
In Pops Restaurant bemerkt ein Reporter ein altes Fahndungsplakat des Gangsters Parrot Ferruco, dessen Markenzeichen es ist, seine Opfer mit sechs Schüssen zu töten. Da Ferruco jedoch seit drei Jahren tot ist, scheidet er als Täter aus. Pop erinnert sich an den Postfahrer Fourty-Six, der vor drei Jahren, als Pop das Plakat anbrachte, behauptete, von Ferruco bedroht zu werden. Als Fourty-Six auftaucht, um die Post abzuholen, wehrt er alle Fragen über Ferruco ab. Drei bewaffnete Männer eines Geldtransporters suchen Pops Restaurant auf. Pop erzählt einem der Reporter, dass einige der Männer des Transportunternehmens von Gangstern entführt wurden. 
Im Gefängnis ermuntert der Kaplan Bills Freundin dazu, sich an die guten Zeiten mit Bill zu erinnern. Die Reporter betreten den Beobachtungsraum, während Bill in den Hinrichtungsraum gebracht wird. Zur gleichen Zeit unterhält sich Pop mit Blackie, dem Besitzer der Transportunternehmens, über die Hinrichtung, doch Blackie erscheint desinteressiert. Fourty-Six hat das alte Plakat ergriffen und versucht einige im Restaurant sitzende Polizisten zu überzeugen, dass Blackie in Wahrheit Ferruco sei. Die Polizisten glauben ihm nicht, also konfrontiert Fourty-Six Blackie mit dem Plakat. Der erkennt den Postfahrer wieder, zieht seine Waffe und schießt ihn nieder. Die Polizisten überwältigen Blackie und nehmen im Gefängnis seine Fingerabdrücke. 
Durch einen Defekt am Stuhl muss die Hinrichtung verschoben werden. Wenige Minuten vor dem erneuten Hinrichtungsversuch werden Blackies Fingerabdrücke als die von Ferruco identifiziert. Blackie gesteht, dass er tatsächlich Ferruco sei und Farrell erschossen habe, weil der seine Transporter überfallen habe. Bills Wärter unterbricht sofort die Stromversorgung des Gefängnisses, in der Hoffnung, dass er die Hinrichtung verhindern konnte. Kurz darauf wird ihm mitgeteilt, dass Bill wohlauf sei. Der Kaplan führt Bill zu seiner Freundin.

## Produktion

### Hintergrund
Gedreht wurde der Film vom 23. Januar bis Anfang Februar 1950 in den General-Service-Studios in Hollywood.

### Stab
William Flannery oblag die künstlerische Leitung. George Sawley war für das Szenenbild zuständig.

## Veröffentlichung
Die Premiere des Films fand am 1. November 1950 statt. In der Bundesrepublik Deutschland wurde er am 19. November 1986 in der Originalversion mit deutschen Untertiteln im deutschen Fernsehen ausgestrahlt. Er wurde später auch unter dem Titel Im Schatten von Sing-Sing gezeigt.

## Kritiken
Das Lexikon des internationalen Films schrieb: „Reichlich konstruierte Mischung aus Kriminal- und Reporterfilm mit naiven justizkritischen Zügen.“
Der Kritiker des TV Guide sah einen extrem langweilen Film.